# Zebron Kalima
Zebron Kalima, né le 13 mai 2002 à Lilongwe, est un footballeur international malawite. Il joue au poste d'ailier à Silver Strikers.

## Carrière

### En sélection
Il fait ses débuts en sélection le 31 décembre 2021 lors d'une rencontre amicale gagnée 2-1 contre les Comores. 
Il fait partie de l'effectif du Malawi qui a participé à la CAN 2021.

## Palmarès
Silver Strikers
- Coupe du Malawi (1) :
  - Vainqueur : 2021.